# لا يمكنك لمس هذا (أغنية)
لا يمكنك لمس هذا (U Can't Touch This) هي أغنية أنتجها وأداها وشارك في كتابتها إم سي هامر مع ريك جيمس وألونزو ميلر من ألبوم 1990 أرجوك هامر لا تؤذي إم (Please Hammer، Don't Hurt 'Em). تعتبر الأغنية أكثر أغاني هامر نجاحًا في تاريخه متربعة عرش قائمة أفضل أغاني ريذم أند بلوز/الهيب هوب في قوائم العديد من البلدان. كما تم استخدامها أو الإشارة إليها في العديد من البرامج التلفزيونية والأفلام والإعلانات التجارية وغيرها من وسائل الإعلام.
حصلت الأغنية على العديد من الجوائز والتقديرات أبرزها جائزة غرامي لأفضل أغنية R&B وجائزة غرامي لأفضل أداء راب منفرد وأول جائزة غرامي لتسجيل العام في حفل توزيع جوائز غرامي السنوية الثالثة والثلاثون لعام 1991 بالإضافة إلى جائزة أفضل فيديو راب وأفضل فيديو راقص في حفل توزيع جوائز إم تي في الأغاني المصورة لعام 1990.